# Santa Maria Nuova (Marken)
Santa Maria Nuova ist eine italienische Gemeinde (comune) mit 3943 Einwohnern (Stand 31. Dezember 2023) in der Provinz Ancona in den Marken. Die Gemeinde liegt etwa 20,5 Kilometer südwestlich von Ancona. Die südliche Gemeindegrenze bildet der Musone.

## Geschichte
Seit 1858 ist Santa Maria Nuova eine eigenständige Gemeinde. Bis dahin gehörte sie zur heutigen Nachbargemeinde Jesi.